# فيليب ساندز
فيليب ساندز (بالإنجليزية: Philippe Sands)‏ هو محامي ومحامي وكاتب بريطاني، ولد في 17 أكتوبر 1960 في لندن في المملكة المتحدة.

## وصلات خارجية
- فيليب ساندز على موقع IMDb (الإنجليزية)
- فيليب ساندز على موقع مونزينجر (الألمانية)
- فيليب ساندز على موقع قاعدة بيانات الفيلم (الإنجليزية)